# Coleophora valesianella
Coleophora valesianella é uma espécie de mariposa do gênero Coleophora pertencente à família Coleophoridae.